# Globalegrow
Globalegrow (Chinesisch: 环球易购) ist ein börsennotiertes E-Commerce-Unternehmen aus China mit über 5000 Angestellten. Das Unternehmen besitzt zahlreiche Marken und Onlineshops, die Produkte auf eigenen Webseiten, Amazon, eBay und AliExpress verkaufen. Laut eigenen Angaben zählt Globalegrow zu den größten B2C-Unternehmen, die sich ausschließlich auf den ausländischen Markt konzentrieren und nicht direkt in China verkaufen. Die bekanntesten Marken von Globalegrow sind Gearbest und Sammydress.
Durch strategische Investments und Akquisitionen weitet das Unternehmen seinen Einflussbereich stetig aus und versucht so, die Konkurrenz (AliExpress, Banggood) zu dominieren.

## Geschichte
Globalegrow wurde am 6. Mai 2007 in Shenzhen, China gegründet. 2014 wurde ein Unternehmenszusammenschluss mit Baiyuan Trousers (百圆裤业) und eine darauf folgende Initial Public Offering durchgeführt. Anschließend wurde im Juni 2015 die Unternehmensstruktur geändert und der Mutterkonzern Global Top (Chinesisch: 跨境通宝电子商务股份有限公司) gegründet. Zu diesem Zeitpunkt besaß Global Top einen Börsenwert von 33,4 Milliarden CNY (rund 5 Milliarden USD). Aufgrund des schnellen Wachstums und vielen neuen Angestellten bezog Globalegrow ein neues, größeres Bürogebäude in Shenzhen.
Dort wurde das Import- und Export-Projekt Wuzhouhui (Chinesisch: 五州会) gestartet. Hierbei handelt es sich um Offlinehandel auf Franchisebasis von importierten Produkten aus Ländern wie Deutschland, Japan oder Australien. Laut offiziellen Angaben wurden 232 Millionen US-Dollar in das Projekt investiert, um über 1000 Ladenlokale in China zu eröffnen.
Im zweiten Quartal 2017 wurden mehrheitliche Anteile des schnell wachsenden Konkurrenten TomTop erstanden, um den Marktanteil des Unternehmens zu stärken.
Um mehr lokale Kunden anzulocken, wurde kurze Zeit später auch eine deutsche Version der Webseite unter gearbest.com und Subdomains auf Spanisch, Italienisch, Russisch und Französisch bereitgestellt.

## Onlineshops von Globalegrow
Das Unternehmen betreut über 10 verschiedene eigene Onlineshops mit Warenhäusern in den Vereinigten Staaten von Amerika, Europa, Asien und China.

## Kritik & Probleme
Die Onlineshops von Globalegrow geraten regelmäßig in Kritik. Das amerikanische Better Business Bureau vergibt die schlechteste Note für Gearbest und Sammydress. Dazu existieren virale Artikel auf BuzzFeed, die die schlechte Qualität der Kleidung und Urheberrechtsverletzungen kritisierten.

### Zoll
Wie andere Shops geriet auch Gearbest in die Kritik über Einfuhrabgaben- und Steuerhinterziehung bei chinesischen Onlineshops, unter anderem im deutschen Computermagazin c’t:
„Rund 95 Prozent der Asien-Päckchen falsch oder ungenügend deklariert. [...] das Paket wird meist durchgewunken, der Kunde muss keinen Papierkram regeln, nichts zahlen – und bestellt gerne erneut. [...] Für die Kunden ist das billig und bequem, aber auch riskant.“
Die Europäische Union begann Regulierungen für Chinesische Händler zu finden. Dies mündete in der Einführung neuer EU-weiter Zollregularien am 1. Juli 2021. Die Freigrenze von 22 Euro entfiel und für Einfuhren aus Drittländern wie China sind Einfuhrabgaben zu bezahlen.

### Insolvenzprüfung
Im Juni 2021 wurde berichtet, dass beim Gericht in Guangdong eine Insolvenzprüfung für die Shenzhen Globalegrow E-Commerce Co., Ltd eingereicht wurde.